# NGC 7542
NGC 7542 (другие обозначения — PGC 70796, ZWG 431.25) — галактика в созвездии Пегас.
Этот объект входит в число перечисленных в оригинальной редакции «Нового общего каталога».